# Atoma
Atoma — одиннадцатый студийный альбом шведской метал-группы Dark Tranquillity, вышедший 4 ноября 2016 года на лейбле Century Media Records.

## Список композиций
| №                   | Название                 | Музыка                           | Длительность |
| ------------------- | ------------------------ | -------------------------------- | ------------ |
| 1.                  | «Encircled»              | Martin Brändström                | 3:32         |
| 2.                  | «Atoma»                  | Anders Jivarp                    | 4:19         |
| 3.                  | «Forward Momentum»       | Anders Jivarp                    | 3:40         |
| 4.                  | «Neutrality»             | Anders Jivarp                    | 4:17         |
| 5.                  | «Force of Hand»          | Anders Jivarp, Niklas Sundin     | 4:23         |
| 6.                  | «Faithless by Default»   | Martin Brändström, Niklas Sundin | 4:30         |
| 7.                  | «The Pitiless»           | Anders Jivarp                    | 4:08         |
| 8.                  | «Our Proof of Life»      | Niklas Sundin                    | 4:22         |
| 9.                  | «Clearing Skies»         | Martin Brändström                | 3:33         |
| 10.                 | «When the World Screams» | Anders Jivarp                    | 3:57         |
| 11.                 | «Merciless Fate»         | Martin Brändström                | 4:22         |
| 12.                 | «Caves and Embers»       | Niklas Sundin                    | 4:30         |
| Общая длительность: | Общая длительность:      | Общая длительность:              | 49:33        |

| №                   | Название                                                                 | Музыка              | Длительность |
| ------------------- | ------------------------------------------------------------------------ | ------------------- | ------------ |
| 1.                  | «The Absolute»                                                           | Jivarp              | 5:15         |
| 2.                  | «Time Out of Place»                                                      | Jivarp              | 3:39         |
| 3.                  | «Reconstruction Time Again» (Instrumental, Japanese edition bonus track) | Brändström          | 9:15         |
| Общая длительность: | Общая длительность:                                                      | Общая длительность: | 18:09        |

## Участники записи
- Микаель Станне — вокал
- Никлас Сундин — гитара
- Андерс Иверс — бас-гитара
- Мартин Брэндстрём — клавиши
- Андерс Йиварп — ударные